# John Bennet (Archäologe)

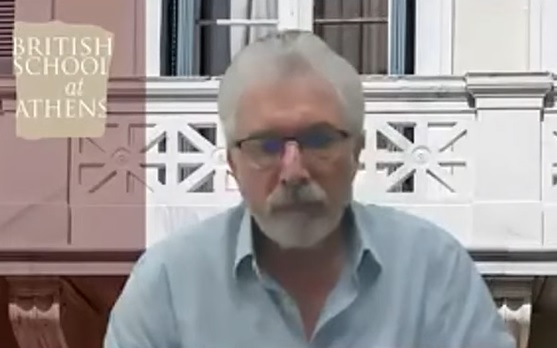
John Bennet, 2021

John Bennet (* 4. Juni 1957 in Singapur) ist ein britischer Klassischer Archäologe und Mykenologe.

## Leben
Bennet studierte Classics an der Universität Cambridge und schloss das Studium mit einem First Class Honours B.A. ab. Seit 1983 war er Junior Research Fellow am Sidney Sussex College und wurde 1986 ebendort mit einer Dissertation über die Verwaltungsorganisation des spätminoischen Kreta (II-IIIB) anhand von archäologischem Belegmaterial und von Linear-B-Texten zum Ph.D. in Classics promoviert. Im Anschluss lehrte er von 1986 bis 1998 an der University of Wisconsin–Madison, zuletzt als Professor. Von 1998 bis 2003 war er Sinclair & Rachel Hood Lecturer in Aegean Prehistory an der Universität Oxford und seit 2004 Professor of Aegean Archaeology an der Universität Sheffield. Zum 1. Oktober 2015 übernimmt er das Amt des Direktors der British School at Athens. Gastprofessuren führten ihn 2001 als Margo Tytus Fellow an die University of Cincinnati und 2009 an die Universität Göteborg.

## Forschungsschwerpunkte
Bennet arbeitet zur minoischen und mykenischen Kultur im Rahmen der ägäischen Bronzezeit, zur Archäologie und Geschichte Kretas, zu Linear B-Texten als frühem Schrift- und Verwaltungssystem, zur diachronen Untersuchung von Regionen und zu Griechenland unter der osmanischen Herrschaft. Die Verbindung von archäologischem Material und Texten ist dabei ein zentrales Anliegen seiner Methodik. Feldforschung hat er auf Kreta (Knossos, Umgebung von Phaistos; Umgebung von Chania), auf der Peloponnes (Pylos und Umgebung) und den Inseln Keos und Kythira durchgeführt.

## Schriften (Auswahl)
- mit Y. Galanakis, T. C. Wilkinson: ΑΘΥΡΜΑΤΑ. Critical Essays on the Archaeology of the Eastern Mediterranean in Honour of E. Susan Sherratt. Archaeopress, Oxford 2014.
- mit T. Wilkinson, S. Sherratt: Interweaving Worlds. Systemic Interactions in Eurasia, 7th to 1st Millennia BC. Oxbow Book, Oxford 2011.
- mit J. Baines, S. D. Houston (Hrsg.): The Disappearance of Writing Systems. Perspectives on Literacy and Communication. Equinox, London 2008.
- mit Fariba Zarinebaf, Jack L. Davis: A historical and economic geography of Ottoman Greece. The southwestern Morea in the 18th century. American School of Classical Studies, Princeton, N.J. 2005 (= Hesperia Supplement 34), Abstract.
- mit J. M. Driessen (Hrsg.): A-NA-QO-TA: Studies Presented to J. T. Killen. University of Salamanca Press, Salamanca (= Minos 33–34 [1998–1999]).
- mit Yves Duhoux, Thomas G. Palaima (Hrsg.): Problems in decipherment. Peeters, Louvain-la-Neuve 1989 (= Bibliothèque des Cahiers de l'Institut de linguistique de Louvain, 49).